# Evernote
Evernote je službou, která byla vytvořena za účelem pořizování nejrůznějších typů poznámek s jejich následnou archivací. Poznámka může mít povahu formátovaného textu, webového článku (ať už kompletního nebo výstřižku pomocí nástroje WebClipper), fotografie nebo třeba mluveného slova. Součástí každé z poznámek může být také příloha v podobě souborů. Poznámky je možné organizovat do zápisníků, značkovat prostřednictvím štítků, mohou být editovány více lidmi, anotovány nebo exportovány.
Evernote je k dispozici na spoustě operačních systémů (OSX, iOS, Windows, Windows Phone, Chrome OS, Android, BlackBerry a WebOS) a umožňuje plnou synchronizaci napříč všemi systémy.
Evernote je k dispozici v placené verzi, případně ve verzi s omezenými funkcemi zdarma. Byla přidána také podpora firemního využívání a uvedena možnost pořídit si placený Business účet. V rámci Evernote je možné skladovat neomezené množství dat s tím, že měsíčně je možné přenést pouze určité množství dat (celkový objem dat se různí na základě verze, kterou máte k dispozici).
Prvním českým serverem zaměřeným čistě na podporu uživatelů Evernote je LifeNotes, kde se nachází články, návody, videokurzy či nabídku školení a konzultací.